# Ursus C-355M
Ursus C-355 M – średni ciągnik rolniczy produkowany w latach 1975–1976 przez zakłady Ursus w Warszawie.
Od lipca 1975 roku w ZPC Ursus produkowano zmodernizowaną odmianę ciągnika Ursus C-355, a mianowicie model Ursus C-355M. Wprowadzono kilka zmian, dzięki którym uzyskano w porównaniu do poprzednika: rozszerzenie uniwersalności ciągnika, zwiększenie okresów między naprawami, ułatwieniem i zmniejszeniem pracochłonności obsługi.

## Najważniejsze zmiany w porównaniu do Ursusa C-355
- zastąpienie odśrodkowego filtra oleju filtrem oleju PP-8,4 z wkładem papierowym (zwiększenie okresu wymiany oleju ze 100 do 200 motogodzin)
- zastosowanie nowej chłodnicy wody o wyższej wydajności cieplnej
- nowe siedzenie dla kierowcy typu Grammer DS
- nowy zaczep wahliwy
- zastosowanie oleju wielosezonowego Hipol 6 do układu napędowego (zwiększenie okresu wymiany oleju z 800 do 1600 motogodzin)
- zmiana w oświetleniu ciągnika, poprzez wprowadzenie nowego rodzaju lamp tylnych oraz przednich na błotnikach
- wprowadzenie nowego ułożyskowania wałków skrzyni biegów o większej trwałości i niezawodności
- nowe obciążniki kół tylnych
- wraz z wprowadzeniem modelu C-355M wprowadzono nowy nowoczesny licznik motogodzin oraz rozrusznik R11a

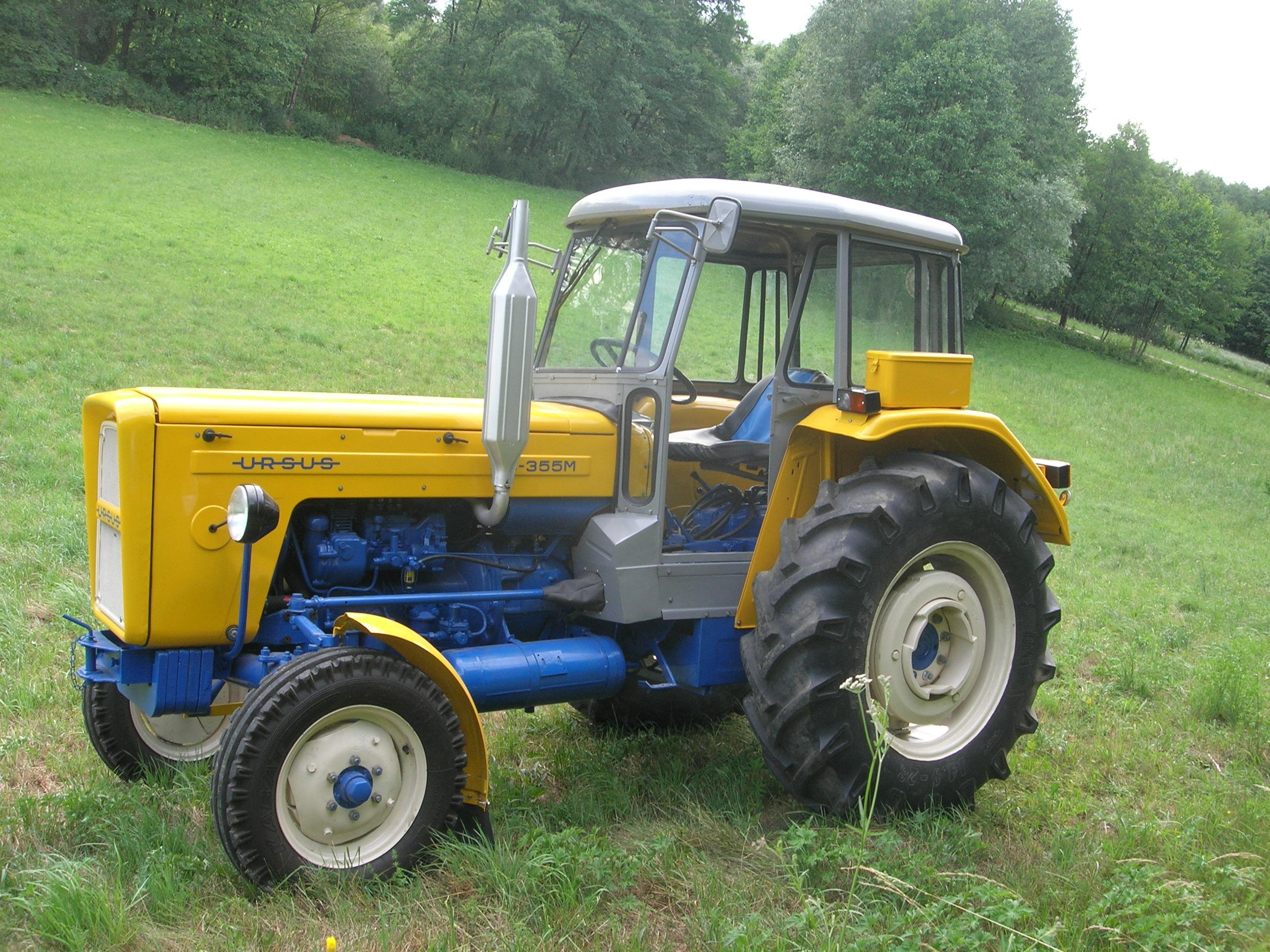
Ursus C-355M z 1975 roku
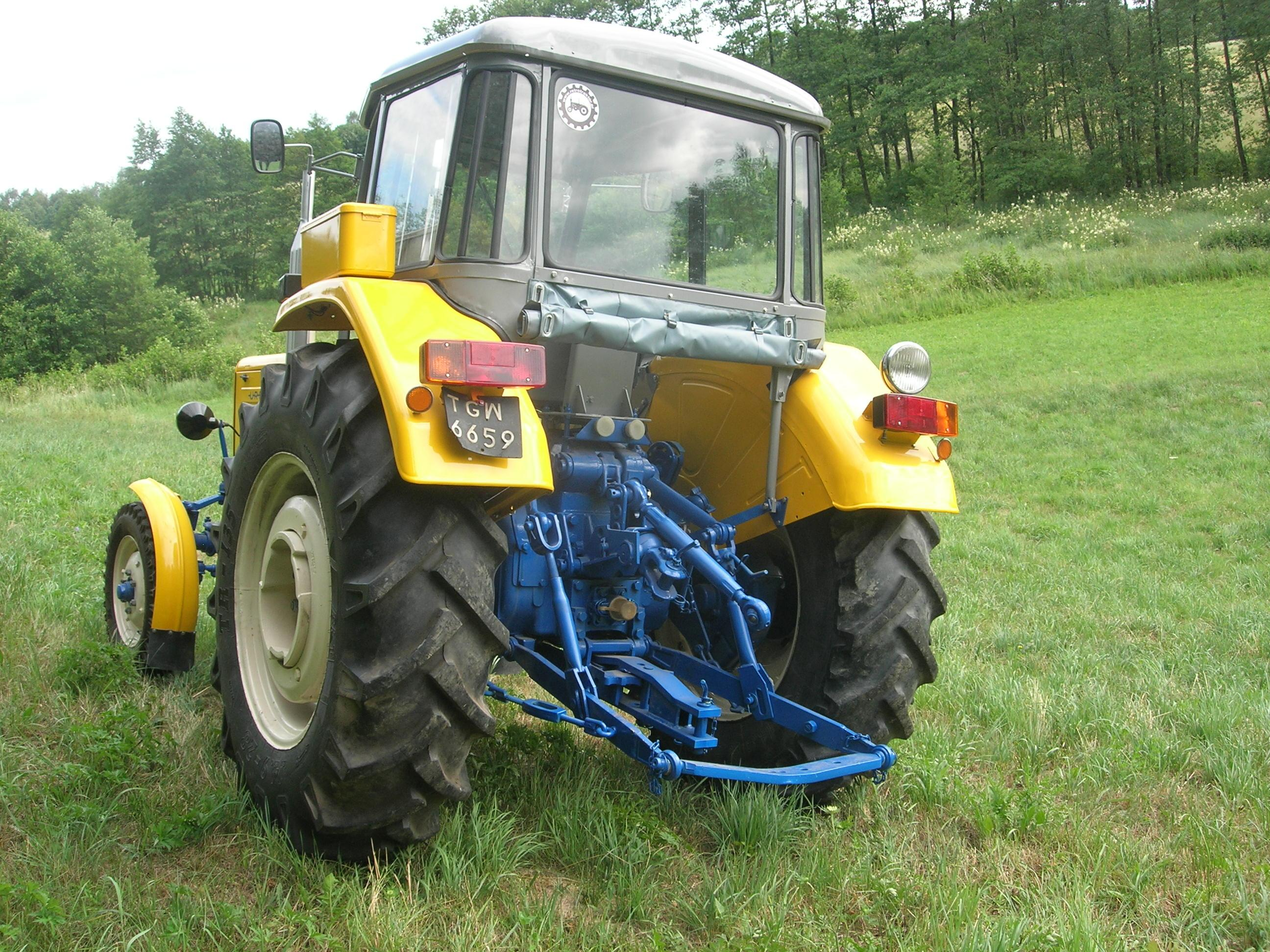
Tył Ursusa C-355M z 1975 roku
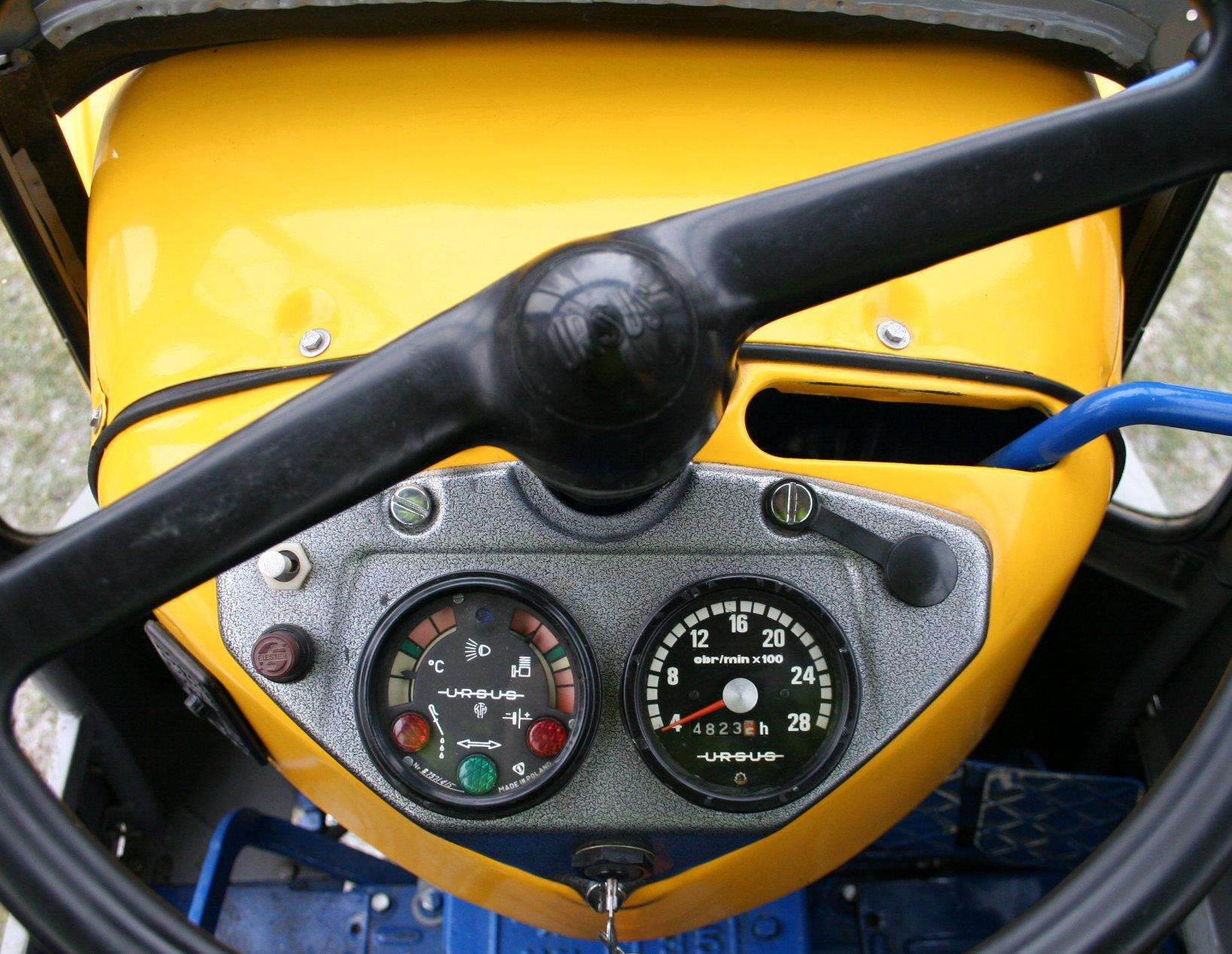
Tablica rozdzielcza Ursusa C-355M z 1975 roku
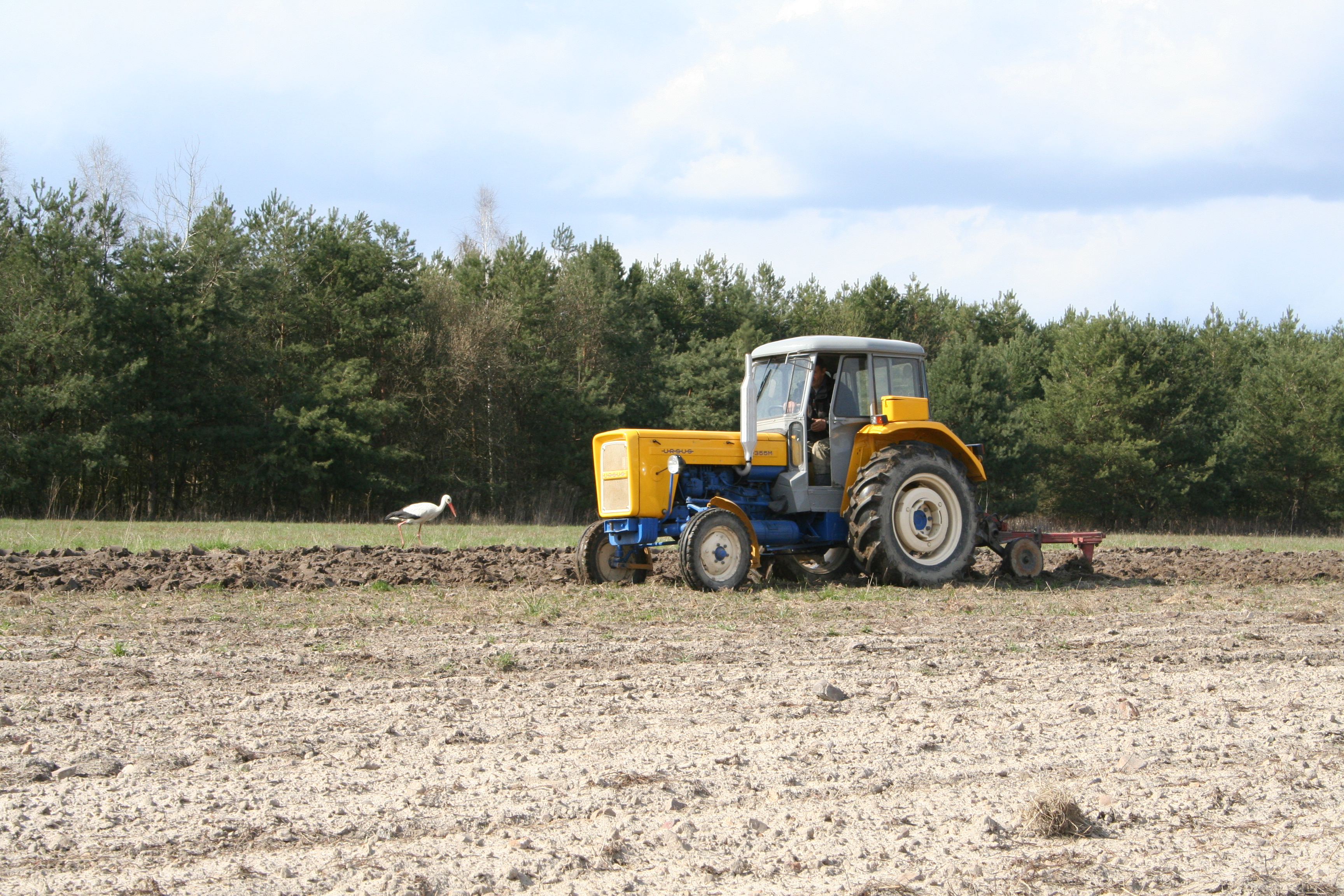
Ursus C-355M + Unia Grudziądz